# Hamza Rafia
Hamza Rafia (Kalaat es Senam, 22 april 1999) is een Tunesisch-Frans voetballer die in het seizoen 2021/22 door Juventus FC wordt uitgeleend aan Standard Luik.

## Clubcarrière

### Jeugd
Rafia genoot zijn jeugdopleiding bij SC Bron Terraillon, AS Bron Grand Lyon en Olympique Lyon. Op 28 mei 2016 speelde hij zijn eerste competitiewedstrijd voor Olympique Lyonnais B, dat toen uitkwam in de CFA: op de voorlaatste speeldag van de competitie kreeg hij een basisplaats in de wedstrijd tegen AS Yzeure, die Lyon B met 3-4 verloor. Zijn eerste doelpunt voor Lyon B scoorde hij op 18 augustus 2018 in de 5-2-zege tegen AS Monaco B. Na een korte invalbeurt tegen Juventus FC in het seizoen 2016/17 speelde hij in het seizoen 2018/19 ook zeven wedstrijden voor de U19 van Lyon in de UEFA Youth League, waarin hij drie keer scoorde en vier assists uitdeelde.

### Juventus FC
In juli 2019 ondertekende hij een contract voor drie seizoenen bij Juventus FC, dat 400.000 euro voor hem betaalde, een bedrag dat door bonussen evenwel nog kon oplopen tot 5 miljoen euro. Lyon bedong ook een percentage van 20% op de winst na een eventuele latere transfer. Rafia sloot aanvankelijk aan bij de U23 van Juventus in de Serie C. Daar speelde hij in zijn debuutseizoen naast twintig wedstrijden in de reguliere competitie en twee wedstrijden in de promotie-playoffs ook zeven wedstrijden in de Coppa Italia Serie C, waarin hij drie keer scoorde. Juventus won dat toernooi nadat het in de finale met 1-2 won van Ternana Calcio, mede door een doelpunt van Rafia in de blessuretijd van de eerste helft.
Op 13 januari 2021 maakte Rafia zijn officiële debuut in het eerste elftal van Juventus: in de Coppa Italia liet trainer Andrea Pirlo hem in de achtste finale tegen Genoa CFC in de 77e minuut invallen voor Manolo Portanova. Filippo Melegoni had een paar minuten eerder de 2-2 gescoord. De score was na 90 minuten nog steeds ongewijzigd, waardoor er verlengingen nodig waren. Daarin scoorde Rafia in de 105e minuut op aangeven van Álvaro Morata de 3-2. Dit bleef ook de eindstand, waardoor Juventus naar de volgende ronde mocht. De club won uiteindelijk het toernooi.

### Standard Luik
In augustus 2021 werd Rafia voor één seizoen uitgeleend aan Standard Luik, dat ook een aankoopoptie bedong in het huurcontract.

## Clubstatistieken
| Seizoen         | Club             | Land               | Competitie         | Competitie | Competitie | Beker | Beker | Supercup | Supercup | Europees | Europees | Totaal | Totaal |
| Seizoen         | Club             | Land               | Competitie         | Wed.       | Dlp.       | Wed.  | Dlp.  | Wed.     | Dlp.     | Wed.     | Dlp.     | Wed.   | Dlp.   |
| --------------- | ---------------- | ------------------ | ------------------ | ---------- | ---------- | ----- | ----- | -------- | -------- | -------- | -------- | ------ | ------ |
| 2015/16         | Olympique Lyon B | Vlag van Frankrijk | CFA                | 2          | 0          | —     | —     | —        | —        | —        | —        | 2      | 0      |
| 2016/17         | Olympique Lyon B | Vlag van Frankrijk | CFA                | 0          | 0          | —     | —     | —        | —        | —        | —        | 0      | 0      |
| 2017/18         | Olympique Lyon B | Vlag van Frankrijk | CFA                | 6          | 0          | —     | —     | —        | —        | —        | —        | 6      | 0      |
| 2018/19         | Olympique Lyon B | Vlag van Frankrijk | CFA                | 18         | 5          | —     | —     | —        | —        | —        | —        | 18     | 5      |
| 2019/20         | Juventus –23     | Vlag van Italië    | Serie C            | 22         | 0          | 7     | 3     | —        | —        | —        | —        | 29     | 3      |
| 2020/21         | Juventus –23     | Vlag van Italië    | Serie C            | 24         | 2          | [ 3 ] | [ 3 ] | —        | —        | —        | —        | 24     | 2      |
| 2020/21         | Juventus FC      | Vlag van Italië    | Serie A            | 0          | 0          | 1     | 1     | 0        | 0        | 0        | 0        | 1      | 1      |
| 2021/22         | → Standard Luik  | Vlag van België    | Jupiler Pro League | 3          | 0          | 0     | 0     | —        | —        | —        | —        | 3      | 0      |
| Carrière totaal | Carrière totaal  | Carrière totaal    | Carrière totaal    | 75         | 7          | 8     | 4     | 0        | 0        | 0        | 0        | 83     | 11     |

Bijgewerkt op 16 september 2021.

## Interlandcarrière
Rafia speelde in 2016 twee jeugdinterlands voor Frankrijk: één voor de –17 en één voor de –18. Desondanks maakte hij in 2019 zijn interlanddebuut voor Tunesië. Op 6 september 2019 gunde bondscoach Mondher Kebaier hem zijn eerste speelminuten: in de vriendschappelijke interland tegen Mauritanië (1-0-winst) mocht hij in de 75e minuut invallen voor Ayman Ben Mohamed.

## Erelijst
| Competitie           |              |              |              |              |
| Competitie           | Aantal       | Jaren        |              |              |
| Juventus –23         | Juventus –23 | Juventus –23 | Juventus –23 | Juventus –23 |
| -------------------- | ------------ | ------------ | ------------ | ------------ |
| Coppa Italia Serie C | 1x           | 2019/20      |              |              |
| Juventus –23         |              |              |              |              |
| Coppa Italia         | 1x           | 2020/21      |              |              |

## Trivia
- Rafia is een goede kennis van Karim Benzema: ze groeiden op in dezelfde straat en begonnen allebei hun carrière bij SC Bron Terraillon, om uiteindelijk bij Olympique Lyon te belanden.[6]

1 Früchtl ·
2 Pelmard ·
3 Rebić ·
4 Gaspar ·
5 Berisha ·
6 Baschirotto  ·
7 Morente ·
8 Rafia ·
9 Krstović ·
10 Oudin ·
11 Sansone ·
12 Guilbert ·
13 Dorgu ·
14 Helgason ·
16 González ·
19 Jean ·
20 Ramadani ·
21 Bonifazi ·
22 Banda ·
23 Burnete ·
24 Corfitzen ·
25 Gallo ·
27 McJannet ·
28 Esposito ·
29 Coulibaly ·
30 Falcone ·
32 Samooja ·
34 Daka ·
36 Marchwiński ·
40 Hasa ·
42 Addo ·
50 Pierotti ·
75 Pierret ·
77 Kaba ·
98 Borbei ·
Coach: Giampaolo